# R.E.P.O. (datorspel)
R.E.P.O. (förkortning av Retrieve, Extract och Profit Operation) är ett online kooperativt överlevnadsskräckspel utvecklat och publicerat av den svenska spelstudion Semiwork. Det släpptes som "early access" den 26 februari 2025 på Steam. Spelet är utvecklat i spelmotorn Unity.

## Spelupplägg
Spelet har plats för upp till sex spelare och går ut på att hitta och samla in värdefulla föremål samtidigt som man ska undvika att bli dödad av spelets monster. Spelarna måste hantera föremålen försiktigt och undvika att förstöra dem, samtidigt som de tar föremålen till utvinningspunkter för att få pengar i spelet. Mellan rundorna kan pengarna användas till att köpa uppgraderingar och vapen för att döda monstren med. Målet är att klara så många rundor som möjligt och om alla spelare dör under en runda förlorar man spelet.